# Schiffergesellschaft (Lübeck)

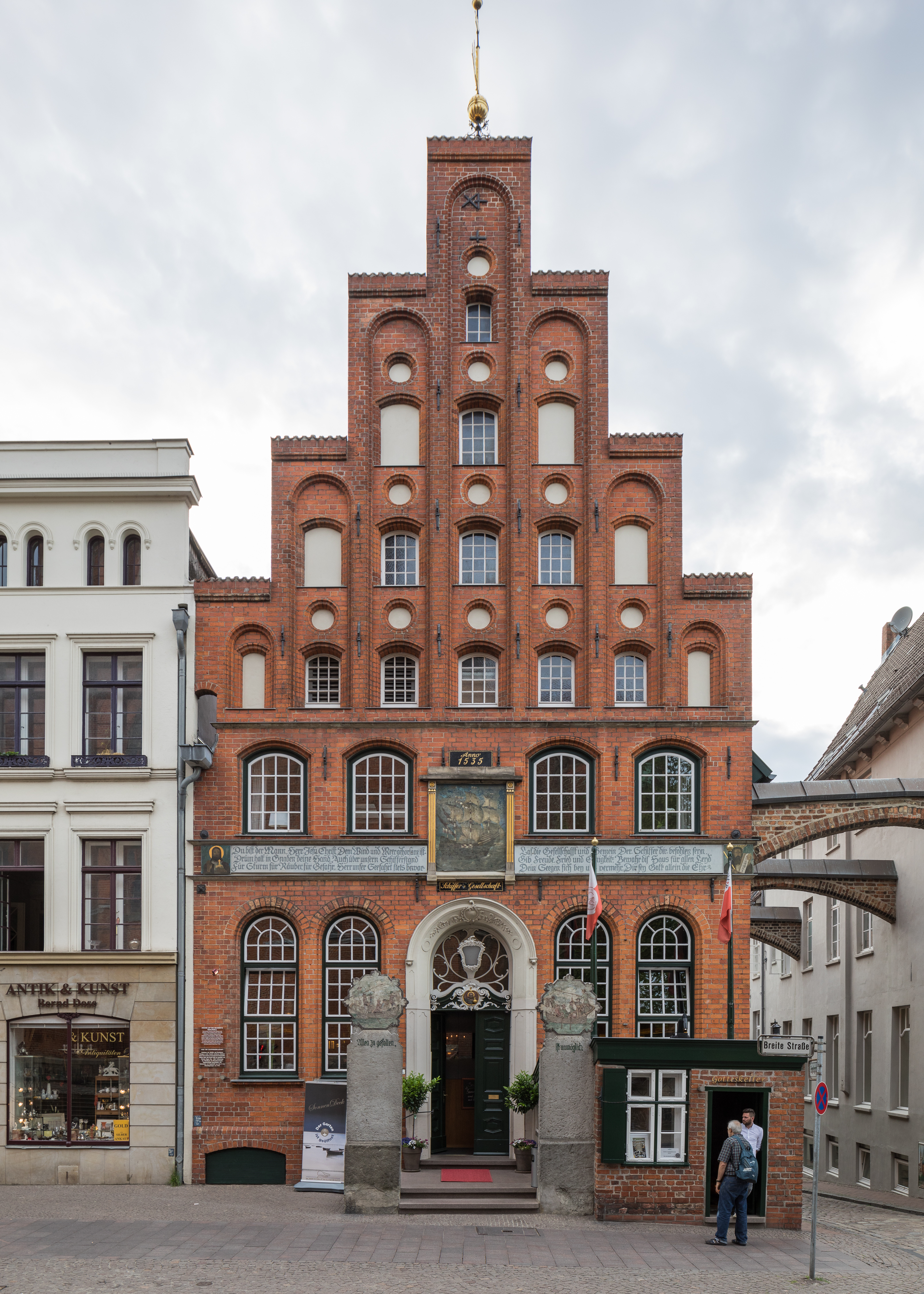
Haus der Schiffergesellschaft

Die Schiffergesellschaft zu Lübeck bezeichnet einen seit der Frühen Neuzeit existierenden Kapitäns- (Schiffer-) verband und ein Sozialwerk sowie gleichzeitig ein historisches Gebäude, das heute eine Gaststätte beherbergt.

## Die Gesellschaft
Die Schiffergesellschaft zu Lübeck wurde am 26. Dezember 1401 als St.-Nikolaus-Bruderschaft gegründet. Sinn und Zweck dieser Vereinigung ist folgenden Worten aus der Gründungsurkunde zu entnehmen: „Zu  Hilfe  und  Trost  der  Lebenden  und  Toten  und  aller,  die  ihren  ehrlichen  Unterhalt  in  der  Schifffahrt  suchen.“ Da sich im Zuge der Reformation fast alle religiösen Bruderschaften auflösten, vereinigte sich die St-Nikolaus-Bruderschaft mit der St.-Annen-Bruderschaft. Man nannte sich die Schippern Selschup und erwarb 1535 für 940 Lübische Mark ein im 13. Jahrhundert erbautes Haus an der Ecke Breite Straße/Engelsgrube gegenüber von der Lübecker Jakobikirche.
Trotz der Reformation ging die religiöse Bindung der Bruderschaft nicht verloren. Man verwahrte im neu erworbenen Haus kleine Statuen des Heiligen Nikolaus und der Anna selbdritt. Für Alte und Bedürftige stellt man Speisen und Wohnraum zur Verfügung.
Im Laufe der Jahre kamen der Schiffergesellschaft durch die seemännischen Kenntnisse ihrer Brüder Aufgaben wie das Ausstellen von Schiffspässen, Bewachung des Hafens und Beratung des Senats hinzu. So schrieb das hansische Seerecht von 1614 fest, dass Streitigkeiten zwischen Seeleuten der Schiffergesellschaft vorzutragen seien.
Die Schiffergesellschaft unterlag für ihre Schiffer und Segelmacher der Zunftverfassung. Alle Schiffer mussten Mitglieder der Gesellschaft sein. Die Statuten bedurften der Genehmigung des Stadtrates.
Als der Zunftzwang 1866 durch das Gewerbegesetz außer Kraft trat, entschieden sich die Mitglieder der Schiffergesellschaft mehrheitlich dafür, die Organisation als freie Genossenschaft und Sozialwerk weiterzuführen und die gewerblichen Interessen ihrer Mitglieder zu vertreten und unterstützen. 
Die Satzung (Statut) von 1869 sagt folgendes aus: Aufgrund des Gewerbegesetzes vom 29. September 1866 hat die Schiffergesellschaft in Lübeck aufgehört die zünftige Genossenschaft aller Lübeckischen Schiffer und Segelmacher zu sein. Die Schiffergesellschaft bleibt ab sofort als freie Genossenschaft Lübeckischer Schiffer und Segelmacher bestehen.
Jedoch brachte der neue Rechtsstatus schnell hohe Schulden ein, so dass man sich genötigt sah, das historische Gebäude zu verkaufen. Ein entsprechender Beschluss der Mitglieder wurde jedoch vor der Ausführung rückgängig gemacht. Stattdessen wurde 1868 beschlossen, das Stammhaus zu verpachten, damit es Einnahmen erwirtschaftet und gleichzeitig weiterhin als „Haus für alte, insbesondere lübschen Seefahrt“ dient. Fortan wurde es als Gaststätte betrieben und ist als solche bis heute erhalten. Mit „Schiffergesellschaft“ wird im Lübecker Sprachgebrauch heute das Gebäude der Bruderschaft bzw. das darin befindliche Restaurant bezeichnet. Die Schiffergesellschaft als gemeinnützige Gemeinschaft von Kapitänen, die in internationalen Gewässern zur See gefahren sein müssen, existiert jedoch weiterhin. Sie geht ihren sich verschriebenen Aufgaben nach, indem sie u. a. vergünstigten Wohnraum bevorzugt an Hinterbliebene von Lübecker Seeleuten vermietet und für den Erhalt ihrer historischen Gebäude sorgt. 
Alle vor dem 1. Januar 1900 gegründeten Vereine gelten als "Altvereine", so die Schiffergesellschaft zu Lübeck. Diese ist Verein kraft Erlass des Innenministers des Landes Schleswig-Holstein.  
2019 nahm sie mit der damals 33-jährigen Kapitänin Silke Muschitz, die auf Großcontainerschiffen der Reederei Hapag-Lloyd als Kapitän zur See gefahren ist, das erste weibliche Mitglied auf.

## Das Zunfthaus der Schiffergesellschaft
Bevor man das Haus durch die Rokokotür betritt, kann man auf den beiden bemalten Außenstelen lesen: „Allen zu gefallen, ist unmöglich!“ Das Haus der Schiffergesellschaft gegenüber der Jakobikirche in Lübeck wurde 1535 als Zunfthaus gekauft und bis 1538 umgebaut und ist bis heute so erhalten. Es gelang durch die Integration von Nachbargebäuden, 18 Wohnungen für die Zunftbrüder zu schaffen. Zu den überlieferten Voreigentümern des Grundstücks Breite Straße 2 gehörte im 13. Jahrhundert der Lübecker Außenpolitiker Johann van Doway.
Das Gebäude der Schiffergesellschaft zu Lübeck in der Breiten Straße 2 wurde im Frührenaissancestil gebaut. Diese Phase der Backsteinrenaissance ist von der Backsteingotik für den Laien noch äußerst schwer zu unterscheiden. Vor dem Eingang hat man einen Blick auf den vorgebauten sogenannten Gotteskeller, eine goldene Wetterfahne mit einem Segelschiff als Motiv auf dem Giebel und ein Gemälde mit dem Adler von Lübeck. Den Zweiten Weltkrieg überstand das Gebäude, das wie große Teile der Lübecker Altstadt unter Denkmalschutz steht, unversehrt. Die Innenausstattung wurde zwischen 1972 und 1976 restauriert. Heute wird das ehemalige Zunfthaus als Restaurant und Kneipe betrieben. Hans Leip prägte den Ausspruch „Die klassischste Kneipe der Welt“.
Unter der Leitung der damaligen Geschäftsführer Wolfgang Steffen und Gerhard Birnstingl wurde im Jahr 2005 im Hinterhof der Schiffergarten eröffnet, in dem die Gäste unter freiem Himmel sitzen. Zum 1. März 2015 haben Frank Höhne und Michael Engel das Restaurant übernommen.

### Ausstattung
Als Bankreihen dienen Gelage, welche mit Backwangen versehen sind, die durch Wappendarstellungen früher die Tische der verschiedenen Schiffahrtskompanien (Bergenfahrer, Schonenfahrer u. a.) kennzeichneten. Von der Decke hängen zahlreiche Modelle alter Segelschiffe herab. An den Wänden hängen neun Gemälde von 1624, die Szenen aus der Bibel zeigen. In Wandvitrinen werden vielerlei maritime Gegenstände zur Schau gestellt. In der Schiffergesellschaft befindet sich das vermutlich älteste datierte vollständig erhaltene Kajak, das wahrscheinlich von einer dänischen Grönlandexpedition von 1605/06 stammt.
Einige Heiligenstatuen, die wohl aus der Jakobikirche stammen und über Jahrhunderte in der Schiffergesellschaft standen, sind heute im St.-Annen-Museum zu finden. Dazu gehören ein thronender Bischof (St. Nikolaus?) von ca. 1401 und eine Anna selbdritt von um 1480/90. Auch heute noch in der Schiffergesellschaft befinden sich eine monumentale Statue des Hl. Jakobus vom Ende des 15. Jahrhunderts, eine Heimsuchung Mariens von um 1450/60, eine Gewölbe-Schlussscheibe (um 1500) mit einer Darstellung der Mondsichelmadonna und ein Gemälde mit einer Darstellung des Barmherzigen Samariters (wohl 2. Hälfte des 16. Jahrhunderts).
- 2008.

## Galerie

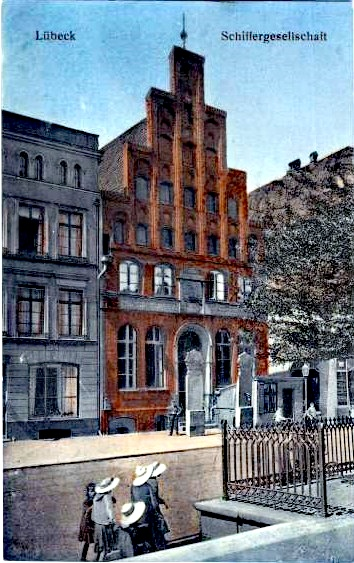
Das Äußere der Schiffergesellschaft um 1900
Das Innere der Schiffergesellschaft um 1900
Innenansicht der Schiffergesellschaft in Lübeck (1910)
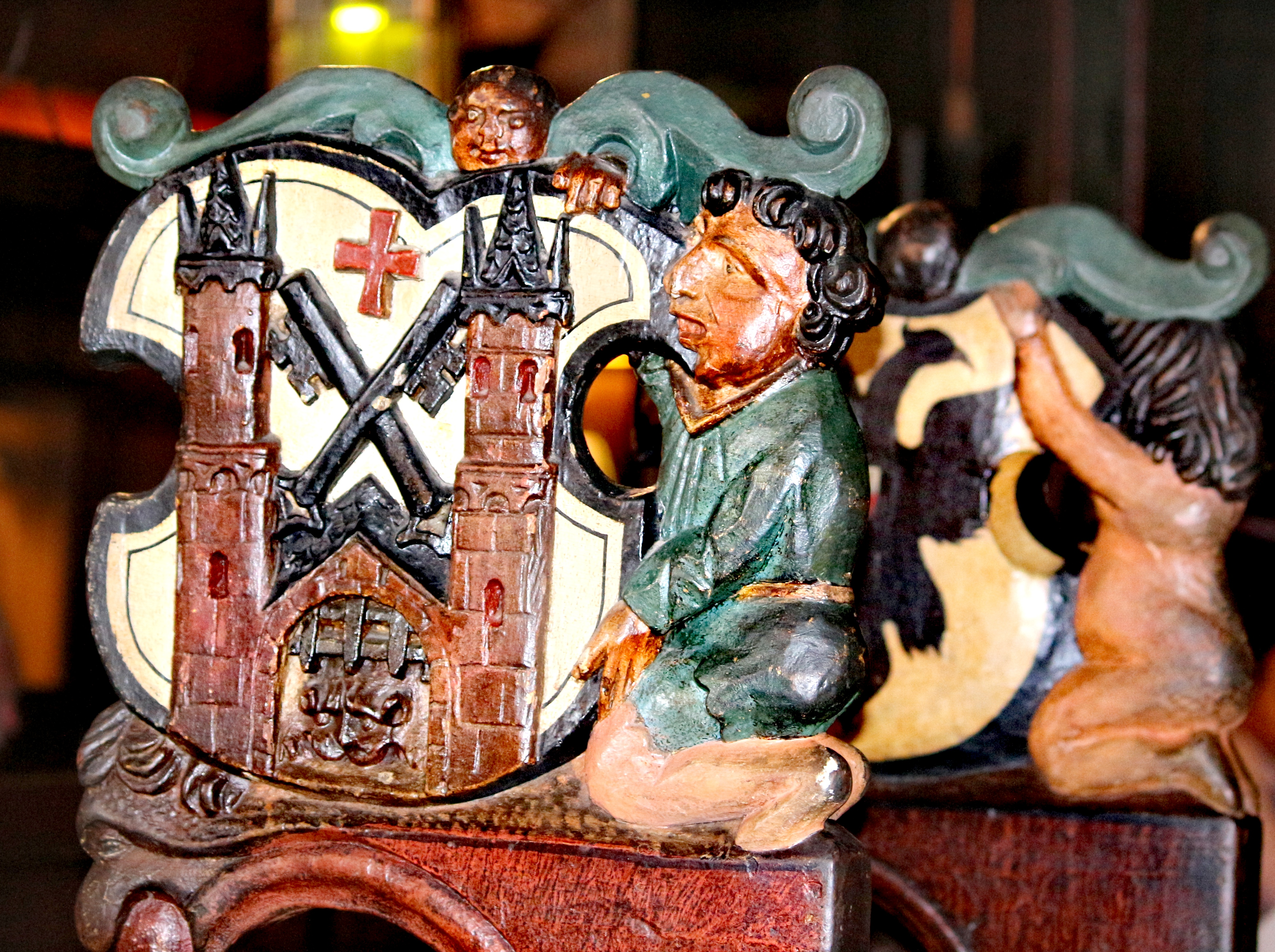
Detail vom Gestühl (Backwange)
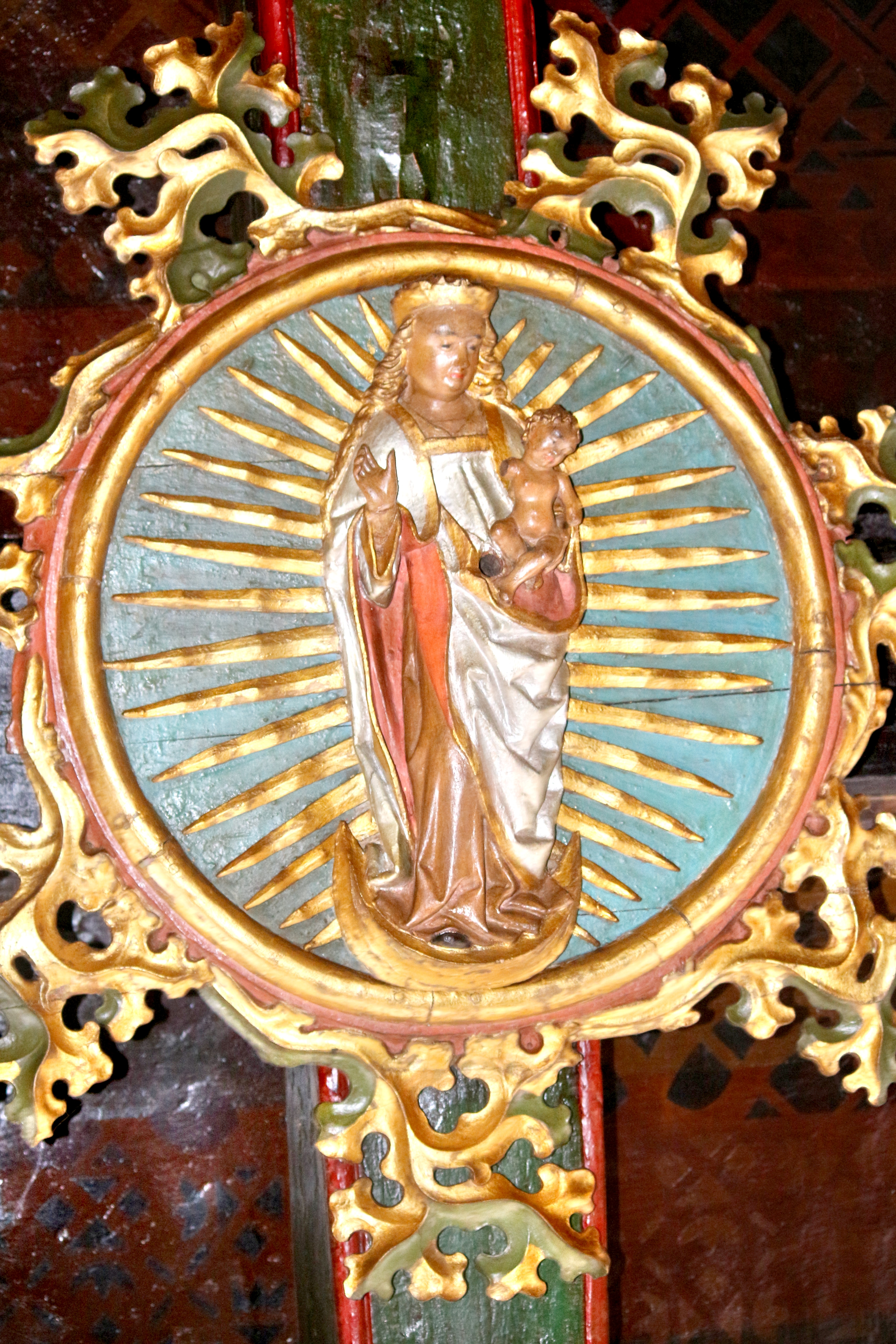
Mondsichelmadonna